# Ina Nobuo
Il premio Ina Nobuo è assegnato annualmente dal "Nikon Salon", un'organizzazione giapponese di spazi espositivi, sponsorizzata dalla Nikon.
Il premio è nato nel 1976, in onore di Nobuo Ina, un critico fotografico che guidò il Nikon Salon dal 1968 fino alla sua morte, nel 1978. 
È assegnato al fotografo che organizza la migliore mostra nel Nikon Salon nell'anno trascorso e consiste di una statuetta, un milione di yen e una Nikon F6 completa di obbiettivo.
|    | Anno | Fotografo                        |
| -- | ---- | -------------------------------- |
| 1  | 1976 | Gashō Yamamura                   |
| 2  | 1977 | Masahisa Fukase                  |
| 3  | 1978 | Hiromi Tsuchida                  |
| 4  | 1979 | Satoshi Kuribayashi              |
| 5  | 1980 | Bishin Jumonji                   |
| 6  | 1981 | Meitoku Itō                      |
| 7  | 1982 | Shinzō Hanabusa, Shisei Kuwabara |
| 8  | 1983 | Gorō Nakamura                    |
| 9  | 1984 | Akihisa Masuda                   |
| 10 | 1985 | Masao Gozu                       |
| 11 | 1986 | Shigeichi Nagano                 |
| 12 | 1987 | Ichirō Tsuda                     |
| 13 | 1988 | Hiroh Kikai                      |
| 14 | 1989 | Noriaki Yokosuka                 |
| 15 | 1990 | Chuyung Yoon                     |
| 16 | 1991 | Akihiro Sakaki                   |
| 17 | 1992 | Kiyoshi Suzuki                   |
| 18 | 1993 | Kunihiro Suzuki                  |
| 19 | 1994 | Eimu Arino                       |
| 20 | 1995 | Hiromi Eguchi                    |
| 21 | 1996 | Yoshikazu Minami                 |
| 22 | 1997 | Michio Yamauchi                  |
| 23 | 1998 | Mitsuhiro Kamimura               |
| 24 | 1999 | Shunji Dodo                      |
| 25 | 2000 | Hideaki Uchiyama                 |
| 26 | 2001 | Hiroshi Yamazaki                 |
| 27 | 2002 | Seiichi Furuya                   |
| 28 | 2003 | Hiroshi Ōshima                   |
| 29 | 2004 | Kiyotaka Shishito                |
| 30 | 2005 | Nobuo Shimose                    |
| 31 | 2006 | Chihiro Minato                   |
| 32 | 2007 | Keizō Kitajima                   |